# Schnabelwaid
Schnabelwaid este o comună-târg din districtul Bayreuth, regiunea administrativă Franconia Superioară, landul Bavaria, Germania.